# Vitex
Vitex es un género de cerca de 250 especies de arbustos y  de árboles de la familia  Lamiaceae. Miden de 1-35 m de altura; nativo de regiones tropical, subtropical y  templadas del mundo.  
En el pasado se las incluía en la familia Verbenaceae,  recientemente transferidas a la familia Lamiaceae (Labiadas).

## Especiesmás proficuas
- Vitex agnus-castus, denominado árbol casto o pimiento de los monjes. Indígena de la  región mediterránea.
- Vitex compressa, denominada en Colombia aceituno[1]
- Vitex cymosa, denominada asimismo en Colombia aceituno[1]
- Vitex gigantea, nombre común en Ecuador pechiche[1]
- Vitex lucens puriri. Endémica de Nueva Zelanda.
- Vitex negundo
- Vitex parviflora, llamado molave sagat o molavin de Filipinas.[2]
- Vitex trifolia, llamado norchila de la India, negundo hembra de la India o, en Filipinas, lagundi de playa.[2]

## Sinonimia
- Mailelou Adans. (1763).
- Limia Vand. (1788).
- Allasia Lour. (1790).
- Nephrandra Willd. (1790).
- Tripinna Lour. (1790).
- Chrysomallum Thouars (1806).
- Tripinnaria Pers. (1807), nom. superfl.
- Pyrostoma G.Mey. (1818).
- Wallrothia Roth (1821).
- Ephialis Banks & Sol. ex A.Cunn. (1838).
- Psilogyne DC. (1838).
- Casarettoa Walp. (1844).
- Macrostegia Nees in A.P.de Candolle (1847).
- Rapinia Montrouz. (1860), nom. illeg.
- Agnus-castus Tourn. ex Carrière (1871).
- Varangevillea Baill. (1892).
- Pistaciovitex Kuntze in T.E.von Post & C.E.O.Kuntze (1903).
- Neorapinia Moldenke (1955). [3]